# Червей
 Тази статия е за трипластните животни.  За злонамерената компютърна програма вижте Компютърен червей.  
Червеите са най-низшите трипластни животни, разделени на три типа: плоски червеи, кръгли червеи и прешленести червеи. Предполага се, че от многочетинестите са произлезли следните типове животни: мекотелите, членестоногите и иглокожите.

## Морфология
Всички червеи имат удължено тяло, изградено отвън с кожно-мускулна торба. Вътрешните органи са разпределени в телесна празнина. Свободните видове са силноподвижни, те могат да плуват и да пълзят. Това им е позволило да излязат от морските и сладки води и да се заселят на сушата.
Двустранната симетрия на тялото и появилият се среден пласт довеждат до силно усложняване на вътрешното устройство, повишена обмяна на веществата, а тя е причина за развитие на храносмилателната и отделителната система.
Нервната система при червеите е централизирана. Във връзка с активните движения, свободноживеещите видове имат добре развити сетивни органи – осезателни, обонятелни, светлочувствителни и зрителни. Разнообразният начин на живот е довел до значително усложняване на половата система (особено при паразитните представители).
За червеите е характерно кожно дишане (малка част от тях дишат със специален орган). Някои видове, предимно паразитите, живеят анаеробно.